# Кинески културни центар
Кинески културни центар је мултифункционални објекат који се гради у улици Трешњиног цвета на Новом Београду. Зграда центра замишљена је као платформа за продубљивање културне и економске сарадње Србије и Кине.

## Историја
На месту срушене кинеске амбасаде у НАТО бомбардовању 1999. године, када су погинула 3 кинеска новинара и рањено још двадесет људи, тадашњи амбасадор Кине Веи Ђинхуа је 2011. године објавио да ће се градити Културни центар. Тада су амбасадор и делегација Удружења новинара Србије положили венце на спомен плочу постављену у знак сећања на овај трагичан догађај.
У јуну месецу 2016. године, кинески председник Си Ђинпинг и српски председник Томислав Николић положили су камен темељац за изградњу Кинеског културног центра, на месту срушене кинеске амбасаде. Затим су откривене табле ново-именоване Конфучијеве улице и Трга пријатељства Србије и Кине и преузет споменик кинеском филозофу Конфучију који ће бити постављен испред будућег центра.
Изградња Кинеског културног центра започела је 2017. године, завршена 2020. године.  
Идејно решење урадиле су кинеске архитекте, док је главни пројектант Енергопројект Урбанизам и архитектура АД. Извођач радова је компанија Енергопројект Високоградња АД, а стручни надзор обавља компанија Машинопројект Копринг АД, Београд. Тип услуге је: кључ у руке.

## Карактеристике објекта
Кинески културни центар је први на Балкану и један од највећих ове врсте у свету, укупне површине 32 300 м², од чега је око 23 400 м² на надземним етажама. Висина објекта је 32 м, а вредност инвестиције 45 милиона евра. Изградњу финансира EMPIRET d.o.o. испред државне грађевинске компаније Shandong Hi-Speed Group. 
Објекат има 9 спратова, и две подземне етаже, са гаражом за 218 возила. Подељен је на три функционалне целине:
- културни центар отворен за посетиоце
- пословни део са канцеларијским простором за привредна представништва
- апартманско-резиденцијални комплекс са 19 апартмана и 35 соба за смештај дипломата, запослених и гостујућих делегација.

У оквиру културног центра налазиће се бројни садржаји за све грађане, као што је: мултимедијална сала, сале за презентације, учионице и галерије.
Поред тога, према речима кинеске амбасадорке Чен Бо, објекат има и библиотеку, учионицу за кинески језик, салу за борилачке вештине и кухињу, као и салу са 200 седишта, у којој могу да се организују концерти и сл.

## Спољашњи изглед
Фасада је направљена двослојно, унутрашњост је у стаклу, а на спољашњости специјални бетон, са изолационим међупростором од 60 cm. Идеја пројектанта је била да се на згради види класична кинеска слика, односно обриси планине и воде.
Аутори су као инспирацију користили кинески пејзаж приказан у традиционалној сликарској техници туша. Распоредом отвора различитих величина на површини фасаде добија се слика традиционалног кинеског пејзажа.
Испред културног центра поново ће бити постављени, на одговарајуће место, споменик Конфучију, кинеском филозофу и реформатору, као и спомен плоча, на посебном постаменту.

## Занимљивости
Дана 29. новембра 2018. године отворен је у Пекингу Културни центар Србије „Иво Андрић”, други културни центар Србије у свету, поред оног наслеђеног у Паризу, који постоји више деценија.